# Насдров'я

Насдров'я (ісп. Nasdrovia) — іспанський гостросюжетний комедійний телесеріал створений Міґелем Естебаном, Луісмом Перезом і Серхіом Саррійом, який включає таких зірок як Леонор Вотлінг і Гюґо Сільва. Перший сезон було показано по Movistar+ у 2020 році.
Назва серіалу є англійською адаптацію російського тосту «Будьмо», по типу зустрічного "Рунглиш". Слід відзначити, що зйомки серіалу почалися невдовзі після того як Національний Кримінальний Суд в Іспанії у 2018-ому визнав групу росіян біля 20-ти людей, які підозрювалися у відмивані грошей, невинними.

## Сюжет
Історія сюжету слідує за двома юристами, Едюрн (Леонор Вотлінг) і Джуліан (Гюґо Сільва) — бізнес партнери і бувша пара, що у двох переживає кризу середнього віку, і які вирішили внести зміни у своє життя і відкрити ресторан, який обслуговує Франкі. Невдовзі він стає улюбленим для Бориса (Антон Яковлєв) й таким чином персонажі стають втягнутими у відносини з російською мафією у Мадриді.

## Ролі
| Актор              | Роль    |
| ------------------ | ------- |
| Леонор Вотлінг     | Едюрн   |
| Гюґо Сільва        | Джуліан |
| Луіс Бермехо       | Франкі  |
| Антон Яковлєв      | Борис   |
| Марк Іванір        | Олексій |
| Майкл Джон Треанор | Серґей  |
| Ян Туаль           | Василій |
| Кевін Бранд        | Юрій    |

## Виробництво і випуск
Насдров'я базується на іспанському романі 2016-ого року El hombre que odiaba a Paulo Coelho («Людина, яка ненавиділа Пауло Коельо») написаного Серхіом Саррійом. Серіал виготовлений компанією Movistar+ у співпраці з Globomedia (The Mediapro Studio).
Створений Міґелем Естебаном, Луісмом Перезом і Серхіом Саррійом, і режисером Марком Віґілем, перший його сезон включив 6 серій з тривалістю кожної біля 30-ти хвилин. Зйомки проходили у Мадриді, Іспанія літом 2019-ого. Прем'єра серіалу відбулася на Movistar+ 6 листопада 2020, з показом двох серій на тиждень. У грудні 2020-ого Movistar+ оголосив, що серіал буде поновлено на другий сезон. Зйомки розпочалися у березні 2021-ого у Болгарії (що було використано для зображення за лаштунками Росію) і були завершені у квітні того ж року. В Іспанії місця зйомок були Мадрид і Алавес (Астурія).
| Сезон | Епізоди | Епізоди | Оригінальний показ | Оригінальний показ | Оригінальний показ |
| Сезон | Епізоди | Епізоди | Перший показ       | Останній показ     | Мережа             |
| ----- | ------- | ------- | ------------------ | ------------------ | ------------------ |
| 1     | 6       | 6       | 6 листопада 2020   | 20 листопада 2020  | Movistar+          |

| № серії (загалом) | № серії (в сезоні) | Назва серії                        | Режисер(и) | Оригінальна дата показу |
| ----------------- | ------------------ | ---------------------------------- | ---------- | ----------------------- |
| 1                 | 1                  | «Запой / Zapoi»                    | Марк Віґіл | 6 листопада 2020        |
| 2                 | 2                  | «Ткаченко / Tkachenko»             | Марк Віґіл | 6 листопада 2020        |
| 3                 | 3                  | «Проклята сука / Proklyataya suka» | Марк Віґіл | 13 листопада 2020       |
| 4                 | 4                  | «Бабця / Babuska»                  | Марк Віґіл | 13 листопада 2020       |
| 5                 | 5                  | «Поліція / Politsiya»              | Марк Віґіл | 20 листопада 2020       |
| 6                 | 6                  | «Злодій в законі / Vor V Zakone»   | Марк Віґіл | 20 листопада 2020       |

## Нагороди та номінації
| Рік  | Номіновано        | Нагорода                    | Результат |
| ---- | ----------------- | --------------------------- | --------- |
| 2021 | 8th Premios Feroz | Найкращий комедійний серіал | Номінація |